# 長岡市立劇場
長岡市立劇場（ながおかしりつげきじょう、英称：Nagaoka Municipal Auditorium）は、新潟県長岡市に所在するホール施設（劇場）である。略称は「市立劇場」。
施設は長岡市が所有し、財団法人長岡市芸術文化振興財団が指定管理者として運営管理を行っている。

## 概要
当劇場が開業する以前、当時の長岡市内にはホール施設として1958年（昭和33年）に竣工した長岡市厚生会館（現：アオーレ長岡所在地）があったが、同会館は体育館をベースに設計されており、大規模なコンサート等を開催できる本格的なホール施設では無かった。
1966年（昭和41年）の市長選で当選し、市長に就任した小林孝平は都市の魅力を高めるために必要な施設として「大学・病院・劇場」の三つを挙げた上で、本格的なホール施設の整備計画に着手し、1973年（昭和48年）秋に当劇場は竣工、同年10月24日に開館した。その当時、公立・公営のホール施設の名称には「会館」が多く用いられていたが、施設名称は前掲の経緯から「長岡市民会館」ではなく「長岡市立劇場」と命名された。公共施設で「劇場」の名称を使用したのは東京都千代田区に所在する国立劇場に次いで2例目、地方公共団体としては初の事例であった。
長岡市では当時の市役所本庁舎（2016年に解体された長岡市役所・柳原分庁舎）の老朽化に伴い、1975年度（昭和50年度）から3箇年計画で新庁舎の整備事業を進め、新本庁舎（現：長岡市役所 幸町庁舎・さいわいプラザ）は市立劇場北側の隣接地に1977年（昭和52年）10月16日に落成した。この幸町地区は以後、市の公共施設の集積地となり、周辺部は住宅地として開発が進捗した。
オープンに先立ち市民向けの内覧会が実施された。

### リニューアルについて
当劇場は2004年の新潟県中越地震、2007年の新潟県中越沖地震と2度の震災に見舞われたが、修復工事を経て40年近くに渡り営業を続けていた。
しかし、開館当初からバリアフリー構造でなかったことや、老朽化などが進んでいたことを理由に、耐震補強工事に併せて大掛かりなリニューアル工事とバリアフリー化工事も実施された。工事費は総額21億円。
期間は2016年7月から2018年までの2年間で、2018年7月1日にリニューアルオープンした。
正面玄関すぐの階段左脇にはエレベーターが新設されるなど、これまでなかった設備が新設されている。
このほか空調設備をすべて入れ替えたほか、女子トイレの拡張工事を実施している。これにより男子トイレの設置数は若干数減少したが、公演時の行列問題解消を見込んで工事が行われた。

## 施設

### 大ホール
座席数は1,500席で3段構造となっている。利用形態としては各種式典・講演会・演劇・コンサート・オーケストラ・吹奏楽など多目的ホールとして利用されている。現在では1996年（平成8年）に完成した長岡リリックホールに比べると音楽向きに特化してはいないが、一般的なコンサートホールとしては十分な機能があり、収容人数が倍以上の事もあって演奏会でも比較的規模の大きいものが開かれることが多い。

### 小ホール
可動式の座席が150席あり、小規模なコンサートや演劇、練習スタジオとして利用される。

### 会議室
大（定員96名）・中（定員32名）・小（定員24名）の3つの会議室があり、資格試験や講演、大規模イベントの際の事務室などに用いられる。

### その他
楽屋は第1楽屋から第4楽屋までの4つあり、第1楽屋だけ他の楽屋の約2倍の大きさがある。
ピアノはスタインウェイD-274・ヤマハCF3・カワイKGがある。
公共交通としてバスが昼間は約20分間隔で運行している。また、催し物によっては長岡駅までの臨時バスを運行することがある。

## ギャラリー

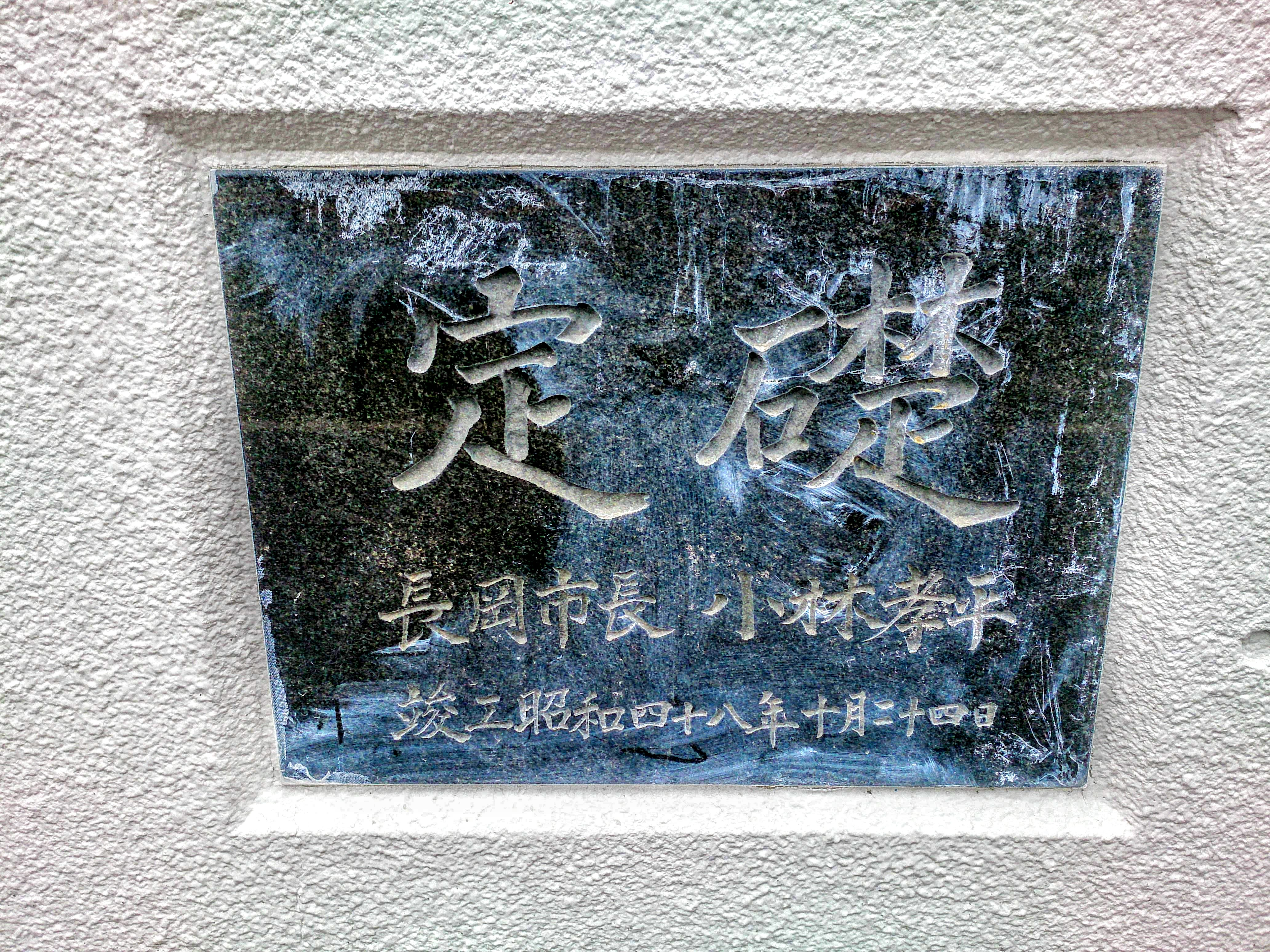
定礎（参考画像）
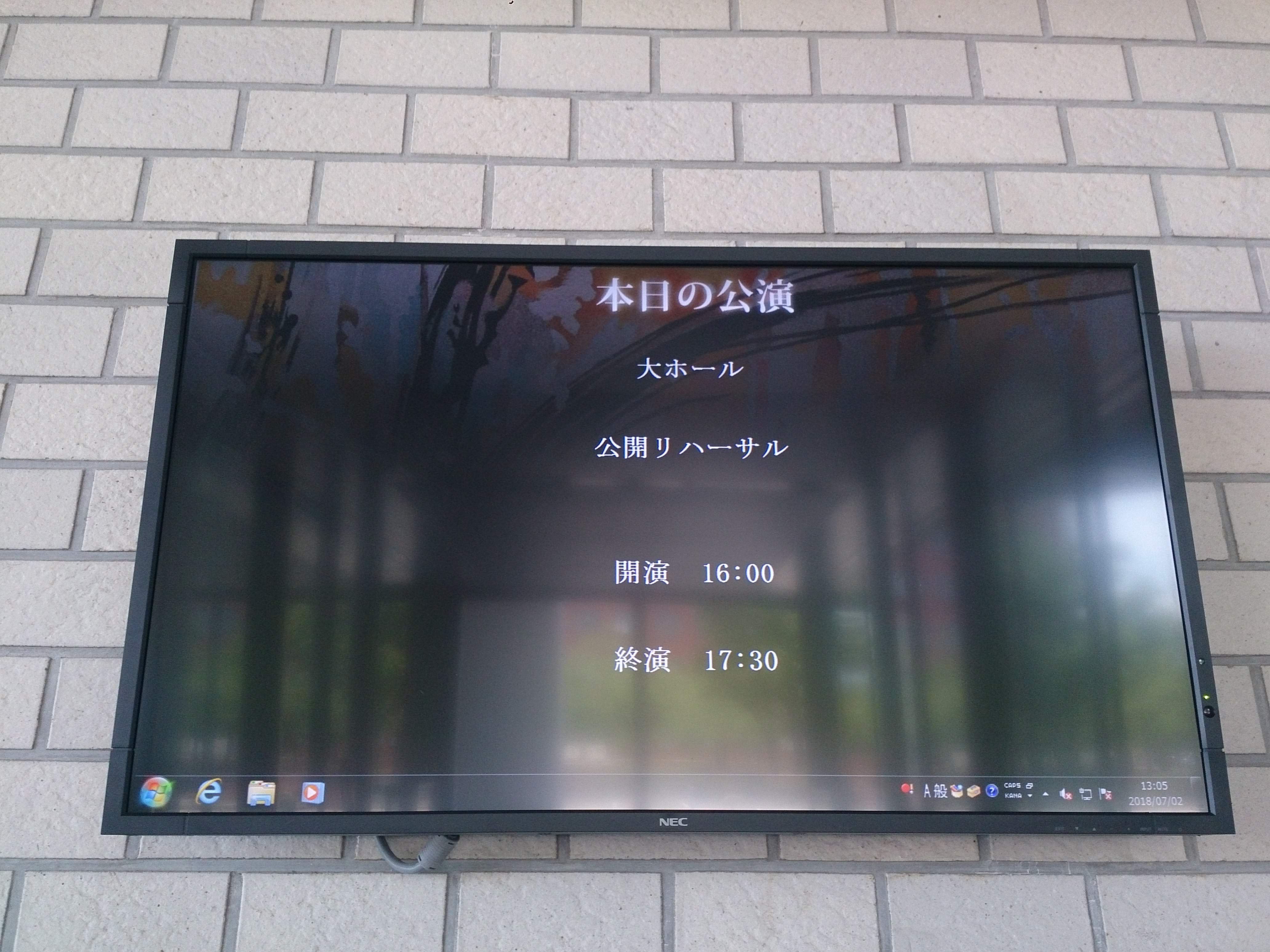
入口に設置された公演情報表示モニター
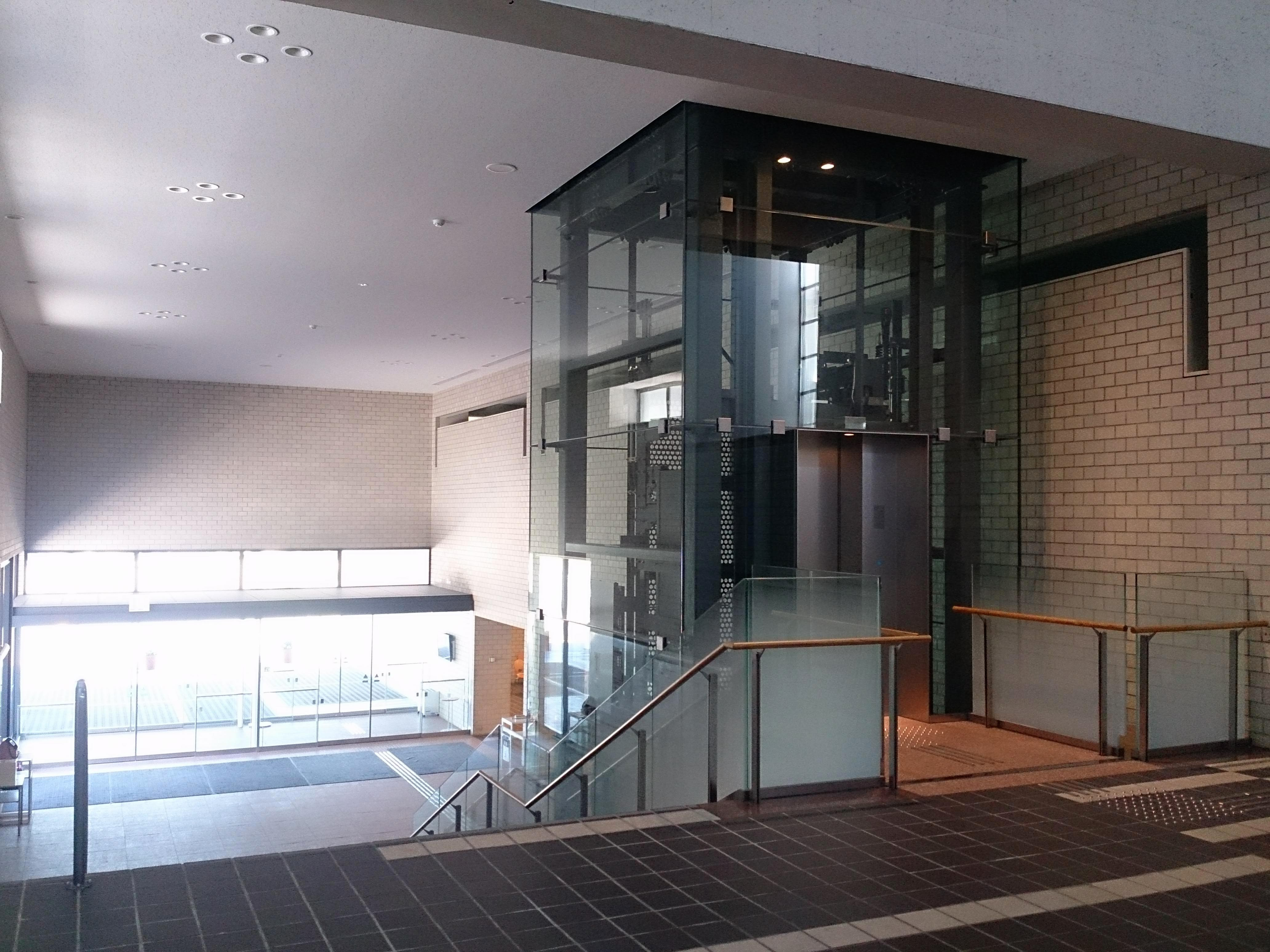
右側にエレベーターが増設された
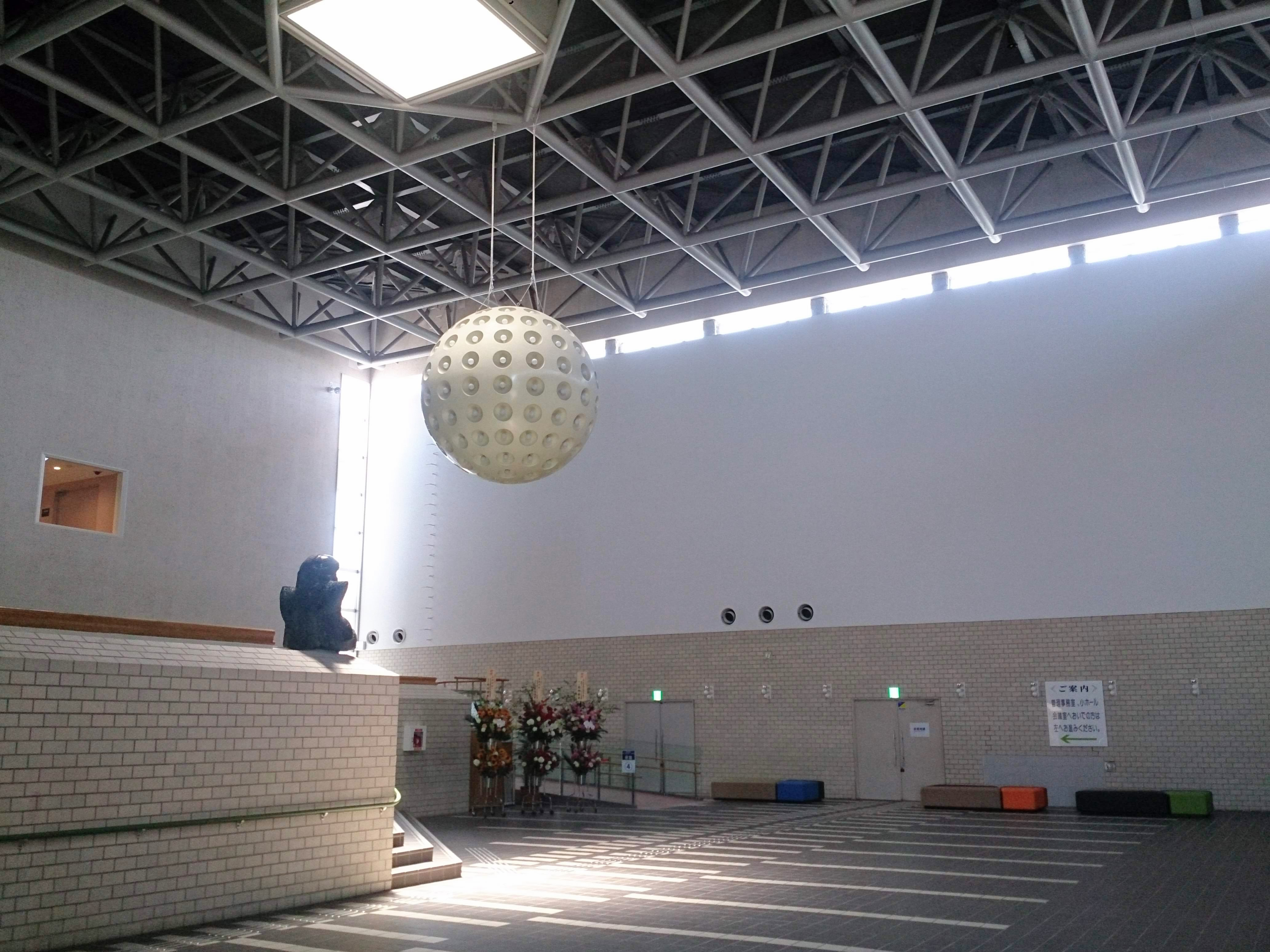
ロビー
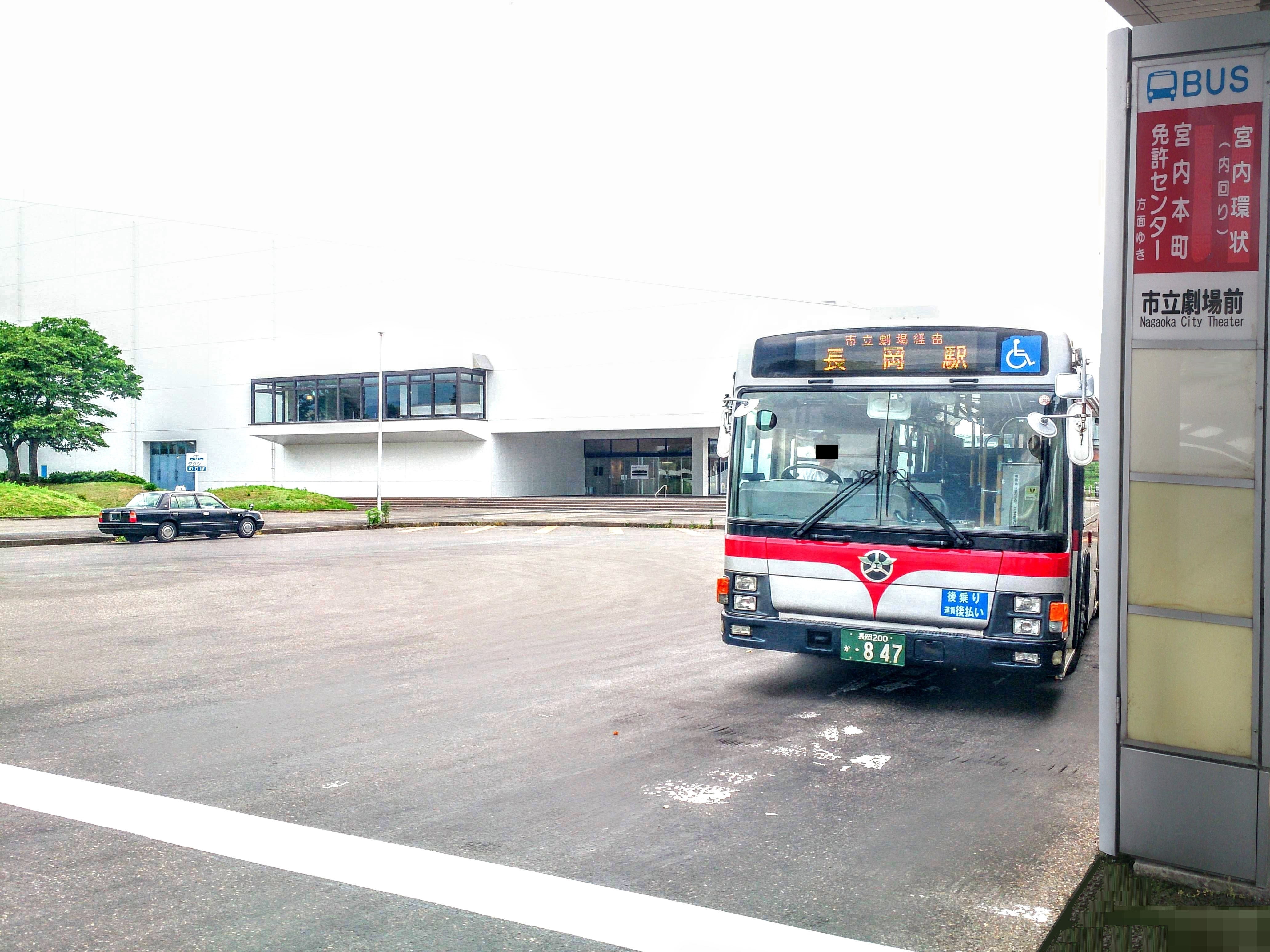
バス停の名称は「市立劇場前｣（Nagaoka City Theater）

## 交通アクセス
- 長岡駅大手口・長岡駅前10番線バス停より約10分「市立劇場前」バス停下車すぐ。
- 長岡インターチェンジ（関越自動車道）から車で約10分。
- 駐車場
  - 市役所さいわいプラザと共用